# Bollstabruk
Bollstabruk – miejscowość (tätort) w Szwecji w gminie Kramfors w regionie Västernorrland. Około 2118 mieszkańców.